# Instituto de la Cinematografía y de las Artes Audiovisuales
El Instituto de la Cinematografía y de las Artes Audiovisuales (ICAA) es un organismo público español, adscrito al Ministerio de Cultura, encargado de gestionar las competencias del Estado en materia de apoyo al sector cinematográfico y a la producción audiovisual.

## Historia
El ICAA fue creado por la Ley 50/1984, de 30 de diciembre, de Presupuestos Generales del Estado para 1985, que entró en vigor el 1 de enero de 1985. Según la mencionada ley, el ICAA asumió las funciones del organismo autónomo Filmoteca Española, que perdía su autonomía y pasaba a integrarse en el nuevo organismo como una subdirección general del mismo. Asimismo, el Real Decreto 565/1985, de 24 de abril, suprimió la Dirección General de Cinematografía y transfirió sus funciones al ICAA. La sede del Instituto se encuentra en la Casa de las Siete Chimeneas de Madrid.

## Fines
Según el Real Decreto 7/1997, de 10 de enero, de estructura orgánica y funciones del Instituto de la Cinematografía y de las Artes Audiovisuales, sus fines son:
- Desarrollar la creación, incrementar la producción y favorecer la distribución de producciones españolas.
- Alcanzar una proporción aceptable de mercado interior que permita el mantenimiento de todo el conjunto industrial del cine español.
- Mejorar el grado de competencia de las empresas e incentivar la aplicación de nuevas tecnologías.
- La proyección exterior de la cinematografía y de las artes audiovisuales españolas.
- La salvaguarda y difusión del patrimonio cinematográfico español.
- Fomentar la comunicación cultural entre las comunidades autónomas en materia de cinematografía y artes audiovisuales.

## Estructura
El Instituto se estructura como sigue:
- El Presidente. La presidencia es ejercida por el titular del Ministerio de Cultura y Deporte, quien dirige el organismo y establece los planes generales de actuación.
- El director general. Es el órgano ejecutivo de la Agencia, del cual dependen el resto de órganos administrativos.
  - La Secretaría General. Es responsable de la gestión y dirección administrativa de los recursos humanos, económicos, financieros, informáticos, logísticos y materiales.
  - La Subdirección General de Fomento de la Industria Cinematográfica y Audiovisual. Es responsable de:
    - El fomento de la producción, distribución y exhibición de la cinematografía española.
    - La calificación por edades de las películas y demás obras audiovisuales para su exhibición pública o distribución.
    - La ordenación y seguimiento de la distribución de películas en salas de exhibición y de la comercialización de obras audiovisuales.
    - La ordenación y seguimiento de la explotación cinematográfica y audiovisual.
    - La elaboración de censos y estadísticas sobre la actividad de los sectores cinematográfico y audiovisual.
    - La recopilación, tratamiento y elaboración de documentación sobre la actividad de los sectores cinematográfico y audiovisual en general.
    - La coordinación de las anteriores funciones, en el ámbito de sus respectivas competencias, con las Comunidades Autónomas.

  - La Subdirección General de Promoción y Relaciones Internacionales. Es responsable de:
    - La promoción interior y exterior de la producción cinematográfica y audiovisual españolas.
    - El apoyo a las manifestaciones y certámenes cinematográficos nacionales e internacionales que se celebren en España.
    - Las relaciones con organismos e instituciones internacionales.
    - La representación de la cinematografía y artes audiovisuales españolas en los programas y organismos europeos.
    - La promoción de convenios internacionales de coproducción.
    - La coordinación de estas funciones, en el ámbito de sus respectivas competencias, con las Comunidades Autónomas.

  - La Filmoteca Española. Es responsable de todo lo relativo a recuperación, preservación y restauración del patrimonio cinematográfico, así como de cualquier otro elemento relacionado con la práctica de la cinematografía.

## Lista de directores generales
1. Fernando Méndez-Leite Serrano (1986-1988)
2. Miguel Marías Franco (1988-1990)
3. Enrique Balmaseda Arias-Dávila (1990-1991)
4. Juan Miguel Lamet Martínez (1992-1994)
5. Enrique Balmaseda Arias-Dávila (1994-1996)
6. José María Otero Timón (1996-2004)
7. Manuel Pérez Estremera (2004)
8. Fernando Lara Pérez (2004-2009)
9. Ignasi Guardans Cambó (2009-2010)
10. Carlos Cuadros Soto (2010-2012)
11. Susana de la Sierra Morón (2012-2014)
12. Lorena González Olivares (2014-2016)
13. Óscar Graefenhain de Codes (2016-2018)
14. Beatriz Navas Valdés (2018-2023)
15. Ignacio Camós Victoria (2023-)[6]